# Щербовка
Щербовка (біл. Шчэрбаўка) — село в Приборській сільській раді Гомельського району Гомельської області Республіки Білорусь.

## Географія

### Розташування
У 18 км на захід від Гомеля. У селі розташований пункт зупинки.

## Транспортна мережа
Транспортні зв'язки степовою, потім автомобільною дорогою Калинковичі — Гомель. У селі 37 житлових будинків (2004). Планування складається з прямолінійної вулиці із широтною орієнтацією, до якої з півночі примикають дві вулиці. Забудова двостороння, будинки дерев'яні, садибного типу.

## Вулиці
- Залізнична
- Садова
- Янки Купали

## Історія
Засноване в другій половині XIX століття, коли розпочалися роботи з будівництва залізниці. Після початку роботи Поліської залізниці у 1888 році розпочала роботу залізнична станція. У 1931 році організовано колгосп. Під час німецько-радянської війни на фронтах загинуло 11 жителів села. У 1959 році у складі учгоспу СПТУ-185 із центром у селі Прибор.

## Екологія й природа
Навколо ліс, на північному заході Буденівське урочище.

## Населення

### Чисельність
- 2009 — 82 мешканців